# Senobasis analis
Senobasis analis là một loài ruồi trong họ Asilidae. Senobasis analis được Macquart miêu tả năm 1838.